# Timo Mäkinen
Pour les articles homonymes, voir Mäkinen.
Timo Mäkinen, né le 18 mars 1938 à Helsinki en Finlande et mort le 4 mai 2017, est un des plus grands pilotes de rallye du milieu des années 1960 à celui des années 1970.

## Carrière
Timo Mäkinen apprend à piloter sur les lacs gelés de Finlande, mais l'automobile n'est pas sa première passion. En effet, il participe très jeune à des compétitions de motonautisme.
Il est le premier des Finlandais volants.
Il est remarqué au début des années soixante par Stuart Turner, directeur du service compétition de BMC.
Au début de sa carrière, il pilote une Austin Mini Cooper. Ensemble, ils s'imposent au rallye Monte Carlo 1965 ainsi que dans un grand nombre de rallyes de l'époque. À la fermeture du service compétition BMC, il suit Stuart Turner chez Ford. Il poursuit ensuite sa carrière chez Peugeot. Il a souvent fait équipe avec Henry Liddon.
Vainqueur du Rallye automobile Monte-Carlo en 1965 sur Morris Mini, il a été un des précurseurs (avec Rauno Aaltonen, Erik Carlsson, Paddy Hopkirk, Pauli Toivonen etc) de l'école des grands pilotes des pays scandinaves.
Il est le pilote ayant remporté l'épreuve spéciale la plus longue jamais proposée en Championnat du monde des rallyes: celle dite Transmarocaine, qui reliait Fès à Agadir en 1975 lors du Rallye du Maroc (786 kilomètres, en 7 heures 50 minutes sur Peugeot 504).

## Famille
Il n'a aucun lien de parenté avec Tommi Mäkinen.
La personnalité politique Kirsi Piha est sa belle-fille.

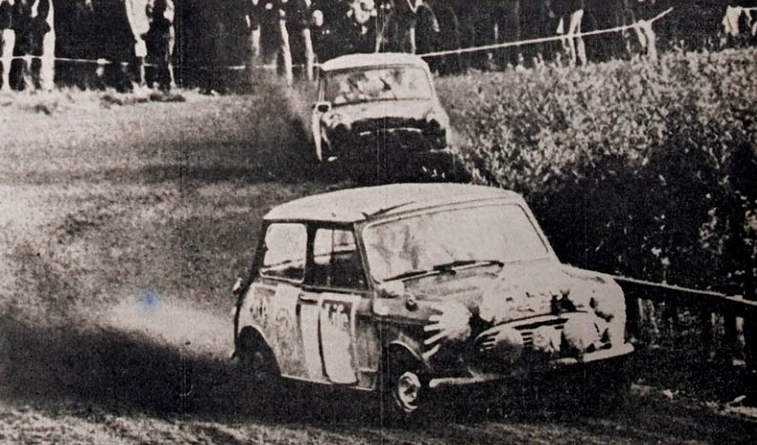
Timo Mäkinen (devant) et Rauno Aaltonen (arrière-plan), durant le rallye des 1000 lacs en 1965.

## Palmarès

### Titres
| Saison | Titres                                            | Voiture       |
| ------ | ------------------------------------------------- | ------------- |
| 1966   | Champion de Finlande des rallyes (et du Groupe 1) | Mini Cooper S |
| 1970   | Champion de Finlande des rallyes (Groupe 2)       | Ford Escort   |

### Victoires internationales antérieures, ou hors, WRC

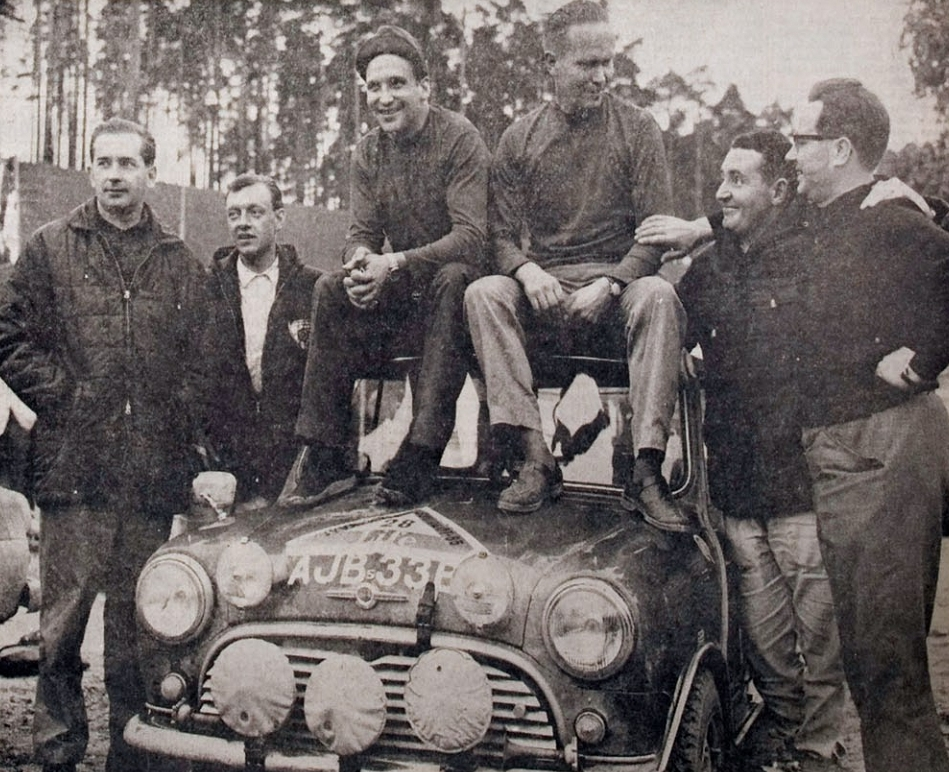
Rallye de Finlande 1965: Timo Mäkinen au centre (Rauno Aaltonen à sa droite, et Paddy Hopkirk à sa gauche).

- 1964 (classe tourisme) et 1965: Rallye des Tulipes (vainqueur sur Mini Cooper S)
- 1965: Rallye Monte-Carlo (Mini Cooper S) (ch. d'Europe)
- 1965: Rallye des 1000 lacs (Mini Cooper S)
- 1966: Rallye des 1000 lacs (Mini Cooper S)
- 1966: Rallye des Trois Cîtés (Mini Cooper S) (Munich-Vienna-Budapest)
- 1967: Rallye des 1000 lacs (Mini Cooper S)
- 1967: Rallye des Tulipes (Mini Cooper S - classe Tourisme; 2e au général)
- 1972: Rallye de Hong Kong (Ford Escort RS)
- 1973: Rallye Arctique (Ford Escort RS) (ch. d'Europe)
- 1974: Rallye de Côte d'Ivoire (Ford Escort RS)
- 1976: Rallye de Côte d'Ivoire (Peugeot 504 V6)

### Victoires en championnat du monde des rallyes
références : Jonkka's World Rally Archive, RallyBase
| Place | Saison | Rallye                                 | Pays        | Copilote     | Voiture            |
| ----- | ------ | -------------------------------------- | ----------- | ------------ | ------------------ |
| 1er   | 1973   | 23e Rallye des 1000 lacs (4e victoire) | Finlande    | Henry Liddon | Ford Escort RS1600 |
| 2e    | 1973   | 29e Rallye du Royal Automobile Club    | Royaume-Uni | Henry Liddon | Ford Escort RS1600 |
| 2e    | 1974   | 30e Rallye du Royal Automobile Club    | Royaume-Uni | Henry Liddon | Ford Escort RS1600 |
| 2e    | 1975   | 31e Rallye du Royal Automobile Club    | Royaume-Uni | Henry Liddon | Ford Escort RS1800 |

(pour un total de 7 podiums en WRC)

### Victoires et places d'honneur notables
- 1963 : circuit d'Eläintarha, catégorie <1,1 l. sur Mini Cooper S (dernier vainqueur avec son compatriote, sur l'ex-circuit du GP de Finlande) ;
- 1966 : rallye Hanki avec Pekka Keskitalo, sur Mini Cooper S ;
- 1970 : rallye Hanki avec Pekka Keskitalo, sur Ford Escort Twin-Cam ;
- 1972 et 1981 : ronde de Serre Chevalier (2e en 1979 et 1980) ;
  - 4e du tour d'Amérique du Sud en 1978, avec Jean Todt sur Mercedes 450 SLC (5.0) ;
  - 5e du rallye Londres-Mexico en 1970 (le Rallye de la Coupe du monde 1970), avec Gilbert Staepelaere sur Ford Escort 1850 GT.

## Distinction
- Membre du Rally Hall of Fame depuis 2010 (première promotion).